# Gira de Presentación de Espejismos
Gira de Presentación de Espejismos es la novena gira que realiza el músico argentino Skay Beilinson. Comenzó el 4 de noviembre de 2023. Se realiza para presentar su octavo disco de estudio, que se titula Espejismos. Su gira comenzó con un concierto en Uruguay, para luego continuar con dos conciertos en Argentina, que tuvieron lugar en San Juan y Villa María, cerrando así la primera parte de su gira con los primeros tres shows, sobre el borde de fin de año.
Comienzan el 2024 con shows en Sunchales, Punta Ballena y Cosquín, para luego seguir presentando este disco en otras ciudades del país. Tenían planeado participar de la edición paraguaya del Cosquín Rock, pero debió ser suspendida por cuestiones de producción. Tras esto, el Flaco llegó por primera vez al estadio Luna Park, siendo este su primer concierto en el mítico estadio capitalino. Luego regresó a Uruguay y volvió otra vez a la Argentina, para tocar en Maquinista Savio y Comodoro Rivadavia, y luego tocó en Córdoba y Corrientes. Luego dio conciertos en Mendoza, Jujuy y Rosario. Se cerró finalmente la primera parte de la gira en Quilmes, Tandil y San Juan, despidiendo así el 2024.

## Lanzamiento del disco y gira

### 2023
El 2 de noviembre sale el octavo disco de estudio de Skay Beilinson. Se titula Espejismos. Consta de 10 canciones, de las cuales algunas fueron estrenadas en recitales anteriores de su gira pasada. El arte de tapa de este disco fue hecho por Rocambole. Este es el primer disco sin Javier Lecumberry, quien en 2021 anunció que se alejó de la banda para dedicarse a sus otros proyectos. Este es el primer álbum en 4 años desde la salida de En el Corazón del Laberinto (2019). El álbum fue grabado entre los años 2020 y 2022, durante y después de la Pandemia de COVID-19. Su gira comenzó el 4 de noviembre de 2023 con un concierto en La Trastienda Club de Montevideo, siendo esta la segunda vez que Skay Beilinson abre sus giras en el país vecino. Este es el vigésimo quinto concierto del Flaco en territorio uruguayo en formato solista desde el 20 de agosto de 2004 en adelante, y el trigésimo cuarto entre su carrera con Los Redondos y su etapa actual. El 11 de noviembre regresó a la Argentina para tocar en el Estadio Aldo Cantoni, y luego despide el año tocando en Mundo Rojo el día 25 de noviembre. El concierto marcó el regreso del Flaco a esa ciudad después de 25 años. La última vez que tocó allí fue el 23 de mayo de 1998, cuando con su banda anterior se cerró la gira de presentaciones de su disco Luzbelito (1996). Así se despide el año y se cierra la primera parte de la gira.

### 2024
Comienza un nuevo año tocando en Low Disco de Sunchales el día 27 de enero. Esta es la sexta vez que el Flaco toca en este recinto santafesino. Ya lo hizo en 2014 (15 de febrero), 2015 (7 de marzo), 2016 (9 de enero), 2018 (3 de marzo) y 2023 (4 de febrero). El 3 de febrero regresó a Uruguay para participar, luego de 5 años, en una nueva edición del Festival Medio y Medio, desarrollada en el predio que lleva su nombre. Ya lleva 35 shows realizados en territorio uruguayo (9 con su banda anterior y 26 con su banda actual). El 10 de febrero participa de la edición número 24 del Cosquín Rock junto a otros artistas, ya de regreso en Argentina. 14 días después regresó a Puerto Madryn luego de 5 años. El nuevo concierto se desarrolló en el Complejo SUPA. Su última vez allí fue el 16 de marzo de 2019, ya sobre el cierre de la gira de presentación de su sexto disco titulado El Engranaje de Cristal (2016). En el concierto, el Flaco contó con un invitado de lujo. Se trata del ex baterista de Los Redondos, Walter Sidotti. Fue ovacionado por todo el público que colmó el lugar. Con él, la banda tocó Jijiji.
El 9 de marzo, el Flaco toca por tercera vez consecutiva en el Microestadio Club Alemán. Ya lo hizo en 2022 (25 de junio) y en 2023 (13 de mayo), tiempo antes de lanzar su octavo disco. 21 días después, el Flaco da su primer recital en Ushuaia, por primera vez en su historia. El concierto tuvo lugar en el Microestadio Cochocho Vargas. El Flaco se transforma en un nuevo artista en tocar en la ciudad más austral del país, sumado a Los Piojos, Rata Blanca, Divididos y La Renga. 
El 13 de abril, el Flaco regresó a Bahía Blanca para tocar en el Club Universitario. 14 días después, tocó por primera vez en La Rioja. El concierto se desarrolló en Milenium Multiespacio, siendo este el primer concierto del Flaco en esa provincia, y siendo esta, a su vez, una nueva provincia en ser visitada por el Flaco en sus 22 años de carrera solista.
El 4 de mayo regresó nuevamente a Tucumán para volver a tocar nuevamente en el Club Floresta. Tenía pactado tocar el 14 de mayo en el Jockey Club de Asunción, en donde iba a participar de una nueva edición del mítico festival Cosquín Rock en su versión paraguaya, pero por problemas con la producción local, el festival se suspendió.
El 7 de junio, el Flaco da un salto más en su carrera solista. Tocó en el estadio Luna Park, siendo este su regreso a Buenos Aires después de casi dos años. Se realizó bajo el lema Vamos a encender la Luna. El último concierto en Buenos Aires tuvo lugar el 15 de diciembre de 2022, cuando dio un concierto en el Movistar Arena. El Flaco se suma a la enorme ola de artistas que pasaron por el mítico estadio bonaerense, marcando un antes y un después en la historia del rock argentino. El 22 de junio, tras el histórico concierto en el Luna, regresó a Uruguay para tocar en el Montevideo Music Box. El concierto estaba previsto para realizarse ese mismo día en el Complejo Sala Show, pero por cuestiones de capacidad, se tuvo que cambiar de lugar. Ya lleva 36 conciertos realizados en Uruguay con dos proyectos distintos (27 con su proyecto actual y 9 con su banda anterior).
El 6 de julio regresó a la Argentina para volver a tocar en el Microestadio Municipal de Maquinista Savio. 13 días después regresó a Comodoro Rivadavia para dar un concierto en la Sociedad Rural. El último show en la Ciudad del Viento tuvo lugar el 15 de octubre de 2017 en la presentaciones de su disco mencionado más arriba.
El 10 de agosto regresó a los escenarios para presentarse en el renovado Estadio Atenas. El concierto comenzó con un par de inconvenientes sufridos por algunos de los integrantes de la banda. El bajo de Claudio Quartero dejó de funcionar y a Leandro Sánchez se le rompió parte de la batería. 14 días después, el Flaco regresó después de siete años a Corrientes para presentarse nuevamente en el Club Regatas. El regreso iba a ser, en realidad, el 14 de marzo de 2020, pero debido a la Pandemia de Coronavirus que azotó al país en ese entonces, el show se suspendió.
El 7 de septiembre vuelve a tocar en el Auditorio Ángel Bustelo después de 11 años. Su última vez allí fue el 10 de agosto de 2013. El 21 de septiembre, el Flaco regresó a Jujuy para tocar en el Complejo Ibiza, siendo este su segundo concierto en tierras jujeñas. Su última vez tuvo lugar el 7 de octubre de 2023 en Palpalá.
El 12 de octubre regresó nuevamente a Rosario para volver a tocar en el Salón Metropolitano, siendo este su trigésimo primer concierto en territorio rosarino desde el 3 de noviembre de 1989 en adelante. El 26 de octubre regresó nuevamente al estadio de Quilmes, dando su tercer concierto consecutivo en ese escenario.
El 9 de noviembre, el Flaco regresó otra vez a Tandil para tocar en el Club y Biblioteca Defensa. Se iba a realizar en el Centro Cultural Universitario, pero para ampliar la capacidad, se mudó al primer recinto mencionado más arriba.
El 7 de diciembre, el Flaco cierra el año tocando en Cepas Sanjuaninas. El concierto estaba previsto para hacerse en el Estadio Aldo Cantoni, pero por diversas cuestiones, se tuvo que trasladar. Así se termina la segunda parte de la gira.

### 2025
Comienza un nuevo año tocando el 25 de enero en el Polideportivo Municipal de Las Grutas. El concierto marcó el regreso del Flaco a territorio rionegrino luego de ocho años. El último show tuvo lugar el 13 de octubre de 2017 en la presentación del sexto disco de estudio lanzado el año anterior.
El 16 de febrero, el Flaco se encontraba participando de los 25 años del Cosquín Rock junto a otros artistas, incluyéndose el regreso de Los Piojos al festival tras 16 años. Sin embargo, el concierto de Skay Beilinson tuvo que terminar durante el noveno tema, ya que se reportaron varias fallas en el sistema de sonido que le impidieron al Flaco seguir su show. Ocurrió mientras estaba tocando Jijiji. Tras esto, el Flaco se retiró del escenario muy enojado, y le cedió su lugar a Los Piojos.
Tras el inconveniente técnico de su visita a Cosquín, el Flaco regresó nuevamente a Olavarría para tocar en un lugar distinto al que venía presentándose. El concierto tuvo su sede en el Centro de Exposiciones Municipal de esa ciudad. El nuevo show tuvo lugar el 1 de marzo. 14 días después, el Flaco vuelve después de siete años a la capital santafesina para tocar en HUB. La última vez que Skay Beilinson tocó en la capital santafesina fue el 27 de octubre de 2018 en Island Corp, cuando realizó la presentación de su sexto trabajo de estudio.
El 5 de abril, el Flaco tocó por primera vez en Catamarca. El concierto tuvo lugar en La Casona. Esta fue una nueva provincia visitada por este legendario guitarrista, algo que nunca había hecho con su grupo anterior. Se suma a la gran ola de artistas que ya han pisado esta provincia, como lo son La Renga, Divididos, Rata Blanca y muchos más. En el concierto, el Flaco estrenó su tema Las catacumbas del cielo, lanzado en todas las plataformas digitales el 15 de enero de 2025, día del cumpleaños 73 de este excelso guitarrista. El 19 de abril, y después de seis años, el Flaco regresó nuevamente a Mar del Plata para volver a tocar en GAP. La última vez que tocó en ese recinto marplatense tuvo lugar el 7 de diciembre de 2019, en el marco de la presentación de su álbum En el corazón del laberinto (2019), en donde interpretaron 8 de los 10 temas de este álbum, dejando afuera de la noche las canciones El valor del encanto y Esdrújulas en órbita, y siendo aquel, a su vez, el anteúltimo concierto antes de que se decrete el confinamiento estricto por la Pandemia de Coronavirus que tuvo en vilo al país durante un tiempo largo.
El 9 de mayo, Skay Beilinson regresó a Uruguay para tocar en Live Era. Este fue un nuevo lugar que se suma a los que el Flaco visitó en el país vecino. Ya lleva 28 shows realizados en formato solista, más los 9 que brindó con su banda anterior, contabilizando un total de 37 shows desde el 22 de julio de 1989 en adelante. En el concierto, el Flaco volvió a interpretar un tema que no sonaba desde el 12 de noviembre de 2022 durante un show en Mendoza. Se trata de la canción El fantasma del 5to piso, de su disco La marca de Caín (2007). El 24 de mayo, y después de 8 años, el Flaco regresó a Cipolletti para dar el quinto concierto de su historia en esa ciudad. El último concierto del Flaco en tierras cipoleñas fue el 13 de octubre de 2017 en la presentación de su sexto álbum de estudio que se llama El engranaje de cristal (2016). El nuevo concierto se desarrolló en el Salón Círculo Italiano.
El 7 de junio, y después de 30 años, el Flaco regresó a Concordia para volver a tocar en Costa Chaval. El concierto se iba a desarrollar en el Club Estudiantes, pero por cuestiones de capacidad, se tuvo que cambiar de recinto. La última vez del Flaco en Concordia tuvo lugar los días 8 y 9 de diciembre de 1995 en el mismo escenario, ya en el cierre de la gira de presentaciones del álbum doble de su banda anterior. Por otro lado, el último concierto en Entre Ríos tuvo lugar el 20 de abril de 2019 en Gualeguaychú, más exactamente en el Club Juventud Unida, ya casi llegando al final de la gira de presentación de su sexto disco. Ya finalizado el show de Skay Beilinson, irrumpieron en el escenario los miembros del legendario grupo de cumbia Damas Gratis, de manera totalmente inesperada, los cuales fueron muy ovacionados por gran parte del público que desbordó la discoteca. El 21 de junio, luego de casi dos años, el Flaco regresó a Resistencia para volver a tocar nuevamente en el Club Sarmiento. La última vez que el Flaco dio un concierto en ese recinto tuvo lugar el 28 de octubre de 2023, poco antes de lanzar su octavo disco solista.
Los días 5 y 18 de julio, el Flaco regresó a Buenos Aires para volver a tocar en el estadio Obras luego de 14 años, ambas noches a lleno total. El último concierto de Skay Beilinson en este escenario tuvo lugar el 27 de agosto de 2011. En esa fría fecha, el músico presentó su cuarto trabajo titulado ¿Dónde vas? (2010). El Flaco ya lleva 21 shows realizados en el mítico escenario capitalino, alternando entre su etapa anterior y su trayecto actual, y que son los siguientes: Tres en 1989 (2, 3 y 29 de diciembre), 9 en 1990 (24, 25, 26 de agosto, 12, 13, 14 de octubre, 21, 22 y 23 de diciembre), 5 en 1991 (19, 20 de abril, 27, 28 y 29 de diciembre), uno en 2003 (15 de noviembre), uno en 2011 (27 de agosto) y dos en 2025 (5 y 18 de julio). Se supuso que sólo iba a realizarse una fecha, pero por el éxito de la venta de entradas, se agregó una función para el 18 de julio. 13 días después, el Flaco lanza el segundo tema nuevo del año 2025, que llega tras el éxito abrumador de su canción Las catacumbas del cielo. Se trata de la canción Jaque al rey. Este es otro de los temas más oscuros del Flaco, luego de La nube, el globo y el río y Un fugaz resplandor, de los álbumes respectivos La luna hueca (2013) y Espejismos (2023).
El 9 de agosto, tras su doblete en Obras y el lanzamiento de su canción nueva, el Flaco debutó por primera vez en Santiago del Estero. El concierto se desarrolló en el Nodo Tecnológico. Esta provincia se suma a las ya visitadas por Skay Beilinson, lo que nunca hizo con su proyecto anterior.

## Conciertos
| Fecha                    | Ciudad                              | País      | Recinto                          |
| ------------------------ | ----------------------------------- | --------- | -------------------------------- |
| América del Sur          |                                     |           |                                  |
| 4 de noviembre de 2023   | Montevideo                          | Uruguay   | La Trastienda Club               |
| 11 de noviembre de 2023  | San Juan                            | Argentina | Estadio Aldo Cantoni             |
| 25 de noviembre de 2023  | Villa María                         | Argentina | Mundo Rojo Multiespacio          |
| 27 de enero de 2024      | Sunchales                           | Argentina | Low Disco                        |
| 3 de febrero de 2024     | Punta Ballena                       | Uruguay   | Medio y Medio                    |
| 10 de febrero de 2024    | Santa María de Punilla              | Argentina | Aeródromo Municipal              |
| 24 de febrero de 2024    | Puerto Madryn                       | Argentina | Complejo SUPA                    |
| 9 de marzo de 2024       | Villa Ballester                     | Argentina | Microestadio Club Alemán         |
| 30 de marzo de 2024      | Ushuaia                             | Argentina | Microestadio Cochocho Vargas     |
| 13 de abril de 2024      | Bahía Blanca                        | Argentina | Club Universitario FISA          |
| 27 de abril de 2024      | La Rioja                            | Argentina | Milenium Multiespacio            |
| 4 de mayo de 2024        | San Miguel de Tucumán               | Argentina | Club Sportivo Floresta           |
| 7 de junio de 2024       | Buenos Aires                        | Argentina | Estadio Luna Park                |
| 22 de junio de 2024      | Montevideo                          | Uruguay   | Montevideo Music Box             |
| 6 de julio de 2024       | Maquinista Savio                    | Argentina | Microestadio Municipal           |
| 19 de julio de 2024      | Comodoro Rivadavia                  | Argentina | Sociedad Rural                   |
| 10 de agosto de 2024     | Córdoba                             | Argentina | Nuevo Estadio Atenas             |
| 24 de agosto de 2024     | Corrientes                          | Argentina | Club Regatas                     |
| 7 de septiembre de 2024  | Mendoza                             | Argentina | Auditorio Ángel Bustelo          |
| 21 de septiembre de 2024 | San Salvador de Jujuy               | Argentina | La Terminal                      |
| 12 de octubre de 2024    | Rosario                             | Argentina | Salón Metropolitano              |
| 26 de octubre de 2024    | Quilmes                             | Argentina | Estadio Centenario               |
| 9 de noviembre de 2024   | Tandil                              | Argentina | Club y Biblioteca Defensa        |
| 7 de diciembre de 2024   | San Juan                            | Argentina | Cepas Sanjuaninas                |
| 25 de enero de 2025      | Las Grutas                          | Argentina | Polideportivo Municipal          |
| 16 de febrero de 2025    | Santa María de Punilla              | Argentina | Aeródromo Municipal              |
| 1 de marzo de 2025       | Olavarría                           | Argentina | Centro de Exposiciones Municipal |
| 15 de marzo de 2025      | Santa Fe                            | Argentina | HUB                              |
| 5 de abril de 2025       | San Fernando del Valle de Catamarca | Argentina | La Casona                        |
| 19 de abril de 2025      | Mar del Plata                       | Argentina | GAP                              |
| 9 de mayo de 2025        | Montevideo                          | Uruguay   | Live Era                         |
| 24 de mayo de 2025       | Cipolletti                          | Argentina | Salón Círculo Italiano           |
| 7 de junio de 2025       | Concordia                           | Argentina | Costa Chaval                     |
| 21 de junio de 2025      | Resistencia                         | Argentina | Club Sarmiento                   |
| 5 de julio de 2025       | Buenos Aires                        | Argentina | Estadio Obras Sanitarias         |
| 18 de julio de 2025      | Buenos Aires                        | Argentina | Estadio Obras Sanitarias         |
| 9 de agosto de 2025      | Santiago del Estero                 | Argentina | Nodo Tecnológico                 |
| 22 de agosto de 2025     | Salta                               | Argentina | La Rosa Disco                    |
| 30 de agosto de 2025     | Rosario                             | Argentina | Bioceres Arena                   |
| 13 de septiembre de 2025 | Mendoza                             | Argentina | Auditorio Ángel Bustelo          |
| 27 de septiembre de 2025 | San Carlos de Bariloche             | Argentina | Gimnasio María Auxiliadora       |
| 11 de octubre de 2025    | San Francisco                       | Argentina | Club Bomberos Voluntarios        |
| 7 de diciembre de 2025   | San Juan                            | Argentina | Cepas Sanjuaninas                |

## Conciertos suspendidos y/o reprogramados
| Fecha              | Ciudad, País       | Lugar       | Motivo |
| ------------------ | ------------------ | ----------- | --- |
| 14 de mayo de 2024 | Asunción, Paraguay | Jockey Club | El concierto se suspendió por problemas de la producción que organiza el festival. Posiblemente sería reprogramado. |

## Países visitados
- Argentina
- Uruguay

## Estado de la gira
El tour retomó su marcha en el Polideportivo Municipal Las Grutas. Próximo puerto: 22 de agosto en La Rosa Disco.

## Formación durante la gira
- Skay Beilinson - Voz y guitarra eléctrica (2002-Actualidad)
- Claudio Quartero - Bajo (2002-Actualidad)
- Joaquín Rosson - Guitarra rítmica (2019-Actualidad)
- Leandro Sánchez - Batería (2018-Actualidad)